# 王伯唐
王伯唐（1901年—1935年12月），原名福寿，字继尧，山西定襄县进村人。中国共产党早期领导人。

## 生平
早年毕业于北京平民大学新闻系。1926年5月，经胡熙庵介绍加入中国共产党。不久，任中共平民大学支部党小组长、宣传委员。1927年调往中共北京郊区郊委宣传部，1928年7月，调任天津中共顺直省委工作，任中共顺直省委直届特别支部书记。1931年8月，随胡熙庵到绥远包头，以塞北公务人员身份开展党建。不久，被当局发现，于1932年1月返回太原。1935年11月不幸被捕，由于身体受到严重摧残而患伤寒。不久，在狱中病逝，时年34岁。